# Frigate Island (Carriacou)
Frigate Island ist eine zu Grenada gehörende unbewohnte Insel der Kleinen Antillen in der Karibik zwischen Grenada und dem nördlich gelegenen St. Vincent.

## Geographie
Die Insel gehört zur Inselgruppe von Carriacou. Südlich davon liegt Large Island und ein kleiner unbenannter Felsen. Nur ein schmaler Kanal trennt sie von den nördlich benachbarten Inseln Saline Island, White Island und Mushroom Island sowie den Cassada Rocks. Die Insel wird geprägt durch eine tiefe Bucht, die sich von Norden in die Küstenlinie hineinzieht. Am Südende erhebt sie sich bis auf ca. 40 m.